# 葵ひびき
葵 ひびき（あおい ひびき、10月24日 - ）は、日本の女性声優。島根県出身。アクロスエンタテインメント所属。

## 略歴
『逮捕しちゃうぞ』、『新世紀エヴァンゲリオン』を度を見て色々な人生を生きられることから声優を目指した。

## 人物
資格は漢字能力検定2級、秘書技能検定1級、普通自動車免許、保育士免許、温泉ソムリエ、FP3級、乙種第4類危険物取扱者。

## 出演
太字はメインキャラクター。

### テレビアニメ
- くまみこ（2016年、女子[3]）
- 妖怪ウォッチ シャドウサイド（2018年、合唱団[4]）
- 名探偵コナン 犯人の犯沢さん（2022年、女の子[5]、管理人さん[6]、アンナ[7]、女性[3]）
- スライム倒して300年、知らないうちにレベルMAXになってました ～そのに～（2025年、ブルードラゴンC[8]）

### 劇場アニメ
- 映画 妖怪ウォッチ 空飛ぶクジラとダブル世界の大冒険だニャン!（2016年、人々）
- 映画 妖怪ウォッチ シャドウサイド 鬼王の復活（2017年、カオデカ鬼A）
- 映画 妖怪学園Y 猫はHEROになれるか（2019年）

### ゲーム
- 幻獣姫（2012年、フルフル、タミエル）
- 円環のパンデミカ（2014年、道谷リリカ）
- 魔法少女大戦ZANBATSU（2014年、玉藻かのか）
- 天空のクラフトフリート（2014年、ステロペ、ティーナ）
- ぷよぷよ!!クエスト（2015年 - 2019年、フローレ、ラミア[9]、アルガー[10]）
- ポイッとヒーロー（2015年、セルマ、マール）
- ヘブンインフェルノ（2015年、ティセン、フェードラ）
- ロストレガリア（2015年）

### ドラマCD
- 怪獣娘 ノベル＆ドラマCDブック「愛を叫べ! 怪獣娘!?」（2018年、ホー）

### デジタルコミック
- オトメの帝国（2021年、桜井美好）

### ナレーション
- 奇跡のバディ誕生!!『臨床犯罪学者 火村英生の推理』今夜スタートSP（2016年）
- 時をかける少女の謎を追えスペシャル!（2016年）
- レンタル救世主（2016年）
- 秋ドラマ・アツいスクープ8連発!（2016年）
- これさえ見レバ『東京タラレバ娘』がまるっとわかるSP!（2017年）
- 乃木坂46のザ・ドリームバイト!〜働き方改革!夢への挑戦!〜（2019年）
- 横浜・八景島シーパラダイス ふれあいラグーン ガイダンス映像
- Pリーグオフィシャルファンクラブ P★LEAGUE PLUS ちょっとここだけの話
- ガードセンター24 広域警備指令室 スペシャルメイキング
- STU発⇒東京
  - 「SDGs STU48 瀬戸内の声 編」
  - 「SDGs STU48 大好きな人 編」
- えなこのゆるっとゲーマーズ!
- 「北風と太陽の法廷」スペシャルメイキング
- 「愛してたって、秘密はある。」
- 特典映像「30選手のスマホでプライベート」Pエンジェル
- 「東京タラレバ娘2020」DVD特典映像
- いちご一会とちぎ国体・とちぎ大会プロモーションムービー

### ボイスオーバー
- 青春高校3年C組（中井りか）

### ラジオ
- 真-realiZcroS-葵と紅音のシンクロmelodY（2015年 - 2016年、ソラトニワ）
- それゆけ!アニソンバカ一代（シンクロ☆ファミリア）（2015年 - 2016年、Radio NEO）

### ラジオCM
- イースペース
- ウエディングパーク
- 日本ペイント

### 舞台
- 朗読劇「おとうさんはモーツァルト」（2015年3月22日、代官山ヒルサイドテラス バンケット） - ガブリエル 役
- 「チェリーボーイズ」（2016年4月12日 - 16日、銀座博品館劇場）

### 雑誌
- PANZER

### その他コンテンツ
- 池上彰解説塾
- 真-realiZcroS-のリア族PARTY‼︎（Showroom配信）
- 帝京を卒業した4人のその後。〜就職編〜（ゆり）